# ブロードウェイ (1988年のパチンコ機)
「ブロードウェイ」は、1988年8月にSANKYOが発売した、センター役物の羽根にバニーガールが描かれたニューヨークのブロードウェイをモチーフにしているパチンコ機のシリーズ名。
『ブロードウェイⅠ』と『ブロードウェイⅡ』の2機種がある。

## 概要
貯留型の羽根モノタイプ。ニューヨークのブロードウェイの豪華絢爛な世界をモチーフにした機種で、大当たりになると下降してくる「BROADWAY MUSICAL」の看板が、派手さを演出している。この下降してくる看板の上にはドーム型の突起があり、これが役物内に拾われた玉を左右に振り分ける。振り分けられた玉は下段に落ち、貯留レーンに留められるか、手前のVゾーン、もしくはハズレ穴へと転がっていく。左右貯留レーンに3個ずつ玉を入れ、7個目以降の玉でV入賞を狙うことで、効率良く出玉を獲得することが可能である。

## スペック
- ブロードウェイⅠ
  - 賞球数 ALL13
  - 大当たり最高継続 8R
  - 最大貯留 6個
- ブロードウェイⅡ
  - 賞球数 ALL10
  - 大当たり最高継続 8R
  - 最大貯留 6個

## 演出
羽根開閉時は、バニーガールがのけぞるようにして玉を拾う。
大当たり中は、役物左右に最大3個ずつ玉が貯留される。通常時は下段だけの役物だが、V入賞後はステージが上から降りてきて、羽根に拾われた玉を上段奥から下段ステージへと運ぶようになる。上段から運ばれた玉は、下段ステージの両端にある溝に左右に3個ずつ、合計で最大6個まで貯留される。

## サウンドトラック
- 『The Pachinko Music from SANKYO』キングレコード、1989年9月8日。140A 7714。
  - BGMが収録されている。
- 『The Pachinko Music from SANKYO Ⅱ』 キングレコード、1991年3月21日。KICA-1027。
  - BGMが収録されている。